# Labeo rajasthanicus
Labeo rajasthanicus är en fiskart som beskrevs av T.K. Datta och Majumdar, 1970. Labeo rajasthanicus ingår i släktet Labeo och familjen karpfiskar. Inga underarter finns listade i Catalogue of Life.